# Cohors II Gallorum Pannonica
Die Cohors II Gallorum [Pannonica] [equitata] (deutsch 2. Kohorte der Gallier [Pannonica] [teilberitten]) war eine römische Auxiliareinheit. Sie ist durch Militärdiplome und Inschriften belegt. Die Kohorte ist mit der Cohors II Gallorum et Pannoniorum identisch, die in dem Militärdiplom von 179 aufgeführt ist.

## Namensbestandteile
- Gallorum: der Gallier. Die Soldaten der Kohorte wurden bei Aufstellung der Einheit aus den verschiedenen Stämmen der Gallier auf dem Gebiet der römischen Provinz Gallia Lugdunensis rekrutiert.

- Pannonica: aus Pannonia bzw. die Pannonische. Der Zusatz kommt in Militärdiplomen vor. Er diente zur Unterscheidung der Kohorte von der Cohors II Gallorum Macedonica, die zur selben Zeit in der Provinz Dacia stationiert war.[1]

- equitata: teilberitten. Die Einheit war ein gemischter Verband aus Infanterie und Kavallerie. Der Zusatz kommt in der Inschrift (CIL 2, 3230) vor.

Da es keine Hinweise auf den Namenszusatz milliaria (1000 Mann) gibt, war die Einheit eine Cohors (quingenaria) equitata. Die Sollstärke der Kohorte lag bei 600 Mann (480 Mann Infanterie und 120 Reiter), bestehend aus 6 Centurien Infanterie mit jeweils 80 Mann sowie 4 Turmae Kavallerie mit jeweils 30 Reitern.

## Geschichte
Die Kohorte war in den Provinzen Pannonia, Dacia und Moesia Superior stationiert. Sie ist auf Militärdiplomen für die Jahre 109 bis 179 n. Chr. aufgeführt.
Die Einheit war zu einem unbestimmten Zeitpunkt in der Provinz Pannonia stationiert, wovon ihr späterer Beiname Pannonica abgeleitet wurde.
Der erste Nachweis der Einheit in der Provinz Dacia beruht auf einem Diplom, das auf 109 datiert ist. In dem Diplom wird die Kohorte als Teil der Truppen aufgeführt (siehe Römische Streitkräfte in Dacia), die in der Provinz stationiert waren. Weitere Diplome, die auf 110 bis 179 datiert sind, belegen die Einheit in derselben Provinz (bzw. ab 110 in Dacia Superior).
Für den Zeitraum von 157 bis 158/59 ist die Kohorte durch Diplome in der Provinz Moesia Superior nachgewiesen.

## Standorte
Standorte der Kohorte sind nicht bekannt.

## Angehörige der Kohorte
Folgende Angehörige der Kohorte sind bekannt:

### Kommandeure
| - M(arcus) Aemilius I[]: er wird auf dem Diplom von 144 als Kommandeur der Kohorte genannt. | - P(ublius) Licinius Maximus, ein Präfekt (CIL 2, 3230) |

### Sonstige
- Aulenus Her[], ein Reiter: das Diplom von 144 wurde für ihn ausgestellt.

## Weitere Kohorten mit der BezeichnungCohors II Gallorum
Es gab noch mindestens drei weitere Kohorten mit dieser Bezeichnung:
- die Cohors II Gallorum (Britannia). Sie ist durch Militärdiplome von 98 bis 178 belegt und war in der Provinz Britannia stationiert.
- die Cohors II Gallorum (Moesia). Sie ist durch Diplome von 92 bis 167/168 belegt und war in den Provinzen Moesia Inferior und Dacia Inferior stationiert.
- die Cohors II Gallorum Macedonica. Sie ist durch Diplome von 93 bis 161 belegt und war in den Provinzen Macedonia, Moesia Superior und Dacia stationiert.

Durch Militärdiplome ist auch belegt, dass eine Cohors II Gallorum in den Provinzen Mauretania Caesariensis und Raetia stationiert war. Die Kohorte in Raetien war zwischen 75/85 und 90 n. Chr. in Sorviodurum stationiert. Möglicherweise handelt es sich bei dieser Einheit um die Cohors II Gallorum (Moesia) oder die Cohors II Gallorum (Britannia).